# Cadillac XTS
La Cadillac XTS (X-Series Touring Sedan) est une voiture de luxe du constructeur automobile américain Cadillac commercialisée depuis 2012. La XTS remplace les anciens modèles haut de gamme STS et DTS respectivement apparues en 2005 et 2006 descendantes des Seville et DeVille.
Comme plusieurs modèles haut de gamme du groupe GM développés à la fin des années 2000 débuts 2010, elle est basée sur la plateforme Epsilon II au même titre que l'Opel/Vauxhall/Holden Insignia, les Buick Regal et Lacrosse, la Chevrolet Malibu et la dernière génération de Saab 9-5.
Sa production a démarré en mai 2012 dans l'usine canadienne d'Oshawa et fut officiellement lancée en juin de la même année. Elle est également fabriquée en Chine pour le marché chinois par la coentreprise Shanghai GM depuis février 2013.
Malgré nombre d'éléments qu'il partage avec d'autres modèles de GM commercialisés en Europe, Cadillac n'a pas choisi d'importer ce modèle sur ce continent privilégiant des modèles plus accessibles tels que les berlines ATS et CTS ou le crossover SRX.
Présentée comme une concurrente de la Mercedes-Benz CLS et de l'Audi A7, la Cadillac XTS est commercialisée aux États-Unis, au Canada, au Mexique et en Chine.
Son positionnement à l'intérieur même de la gamme Cadillac reste imprécis. En effet elle entre directement en concurrence avec la CTS par des tarifs relativement proches alors que ses dimensions et prestations la rapprochent davantage du porte-drapeau de la marque, la CT6.

## Aperçu
La plate-forme Epsilon II est utilisée pour la XTS et est partagée avec la Chevrolet Impala et la Buick LaCrosse. Le moteur à double turbocompresseur en option, disponible uniquement dans la V sportive, a un temps estimé de 0 à 97 km/h de 6,7 secondes. La XTS est l'une des deux grandes berlines actuellement proposées par Cadillac (l'autre est la CT6) et rivalise avec la Lincoln Continental en taille et en prix. La XTS est fabriqué à Oshawa, en Ontario, au Canada (Oshawa Car Assembly) et à Shanghai, en Chine (Shanghai GM).
Galerie de photographies

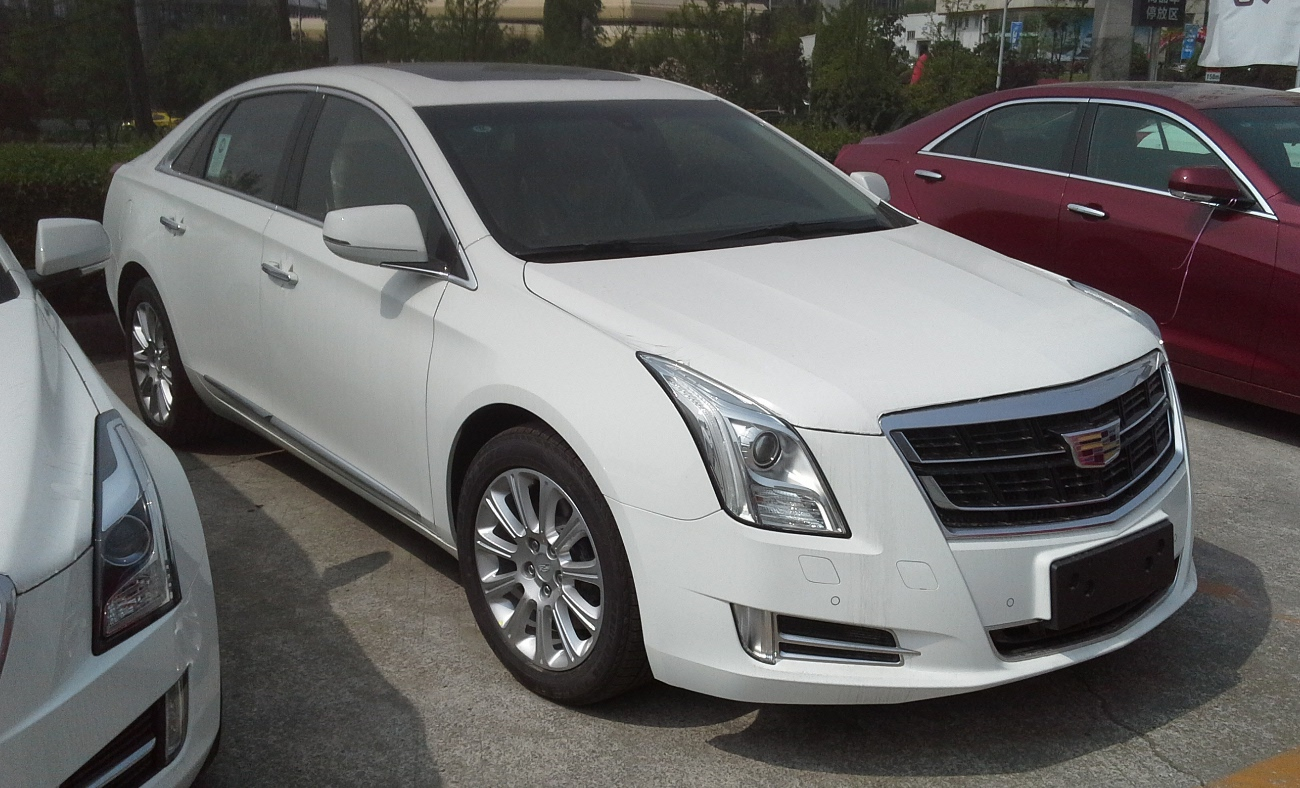
Vue avant.
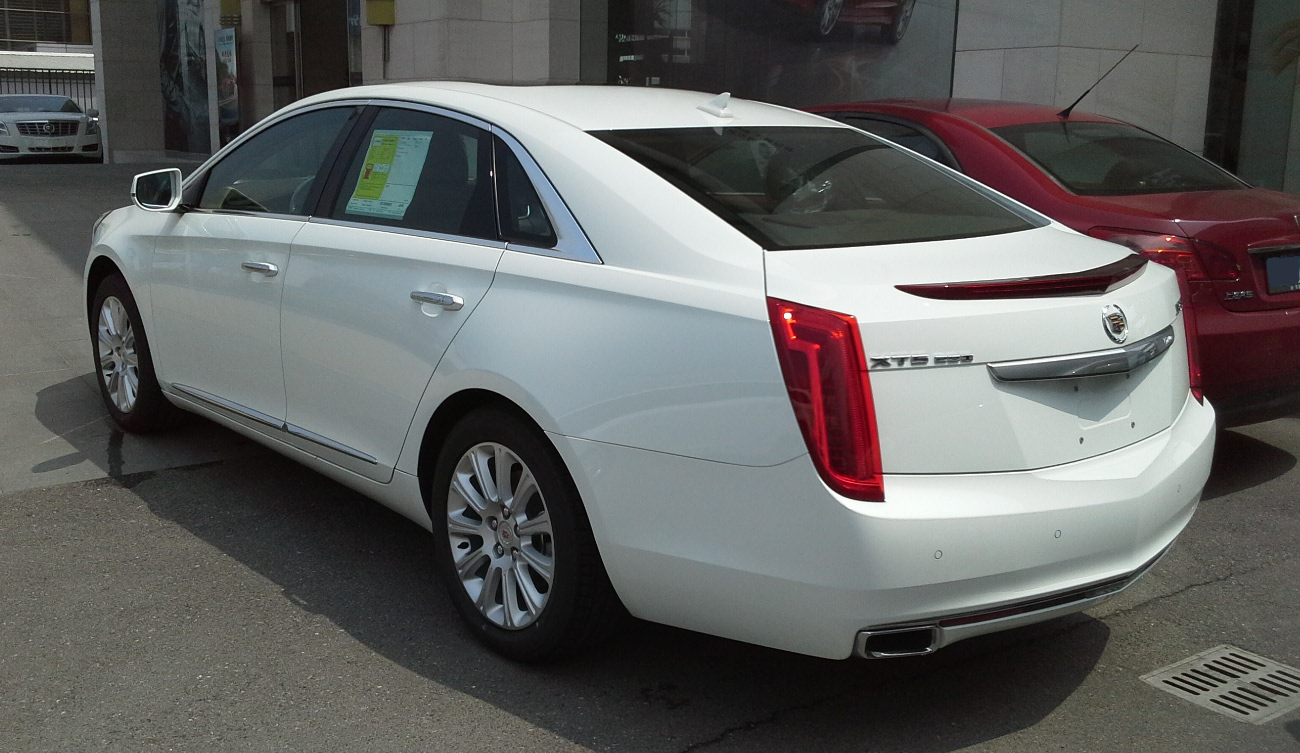
Vue arrière.

### Intérieur
En plus de la XTS de base, il y a cinq ensembles de finitions étiquetés "Luxury", "Premium Luxury" et "Platinum", avec la XTS-V sportive en option offert dans les deux finitions "V-Sport Premium Luxury" et "V-Sport Platinum ". Certaines des caractéristiques standards incluent la climatisation automatique deux zones, la connectivité 4G LTE, le régulateur de vitesse adaptatif, l'entrée sans clé, le rembourrage des sièges en cuir, les sièges avant électriques à 8 réglages, l'aide au stationnement et un équipement de sécurité complet comme l'ABS, le contrôle de stabilité, les double airbags frontaux de scène, airbags latéraux avant, airbags rideaux latéraux avant et arrière, et un airbag genoux côté conducteur. L'équipement et la technologie en option sont nombreux, y compris les commandes de climatisation séparées pour les passagers arrière, couplées à des écrans LCD de 20 cm qui se relèvent des dossiers des sièges avant, permettant à un lecteur DVD interne d'afficher du contenu avec des écouteurs sans fil. L'intérieur peut être équipé dans un large assortiment de combinaisons de couleurs, ainsi que quatre types de sélections de bois. Le système de Cadillac CUE (divertissement embarqué) est standard avec un système audio Bose à 8 haut-parleurs, y compris la radio HD et SiriusXM. Un ensemble audio Bose à 14 haut-parleurs en option comprend la technologie de compensation du bruit AudioPilot.
Galerie de photographies

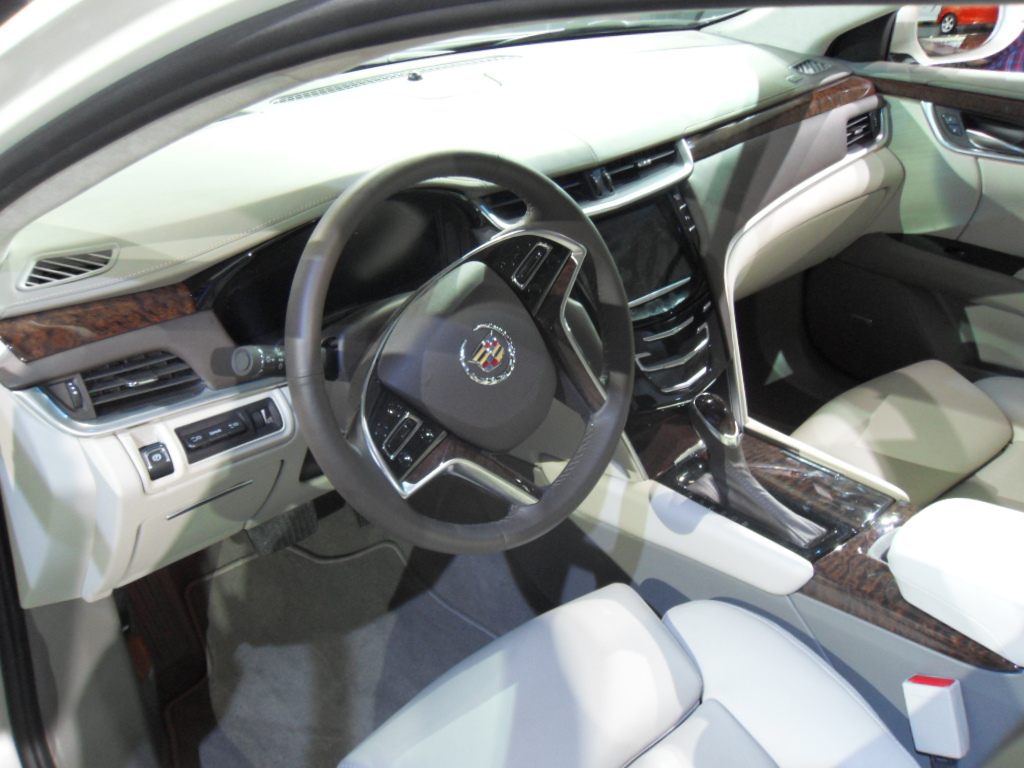
Vue intérieure.

### Motorisations
La XTS est disponible avec deux moteurs, un turbo quatre cylindres de 2,0 litres pour la Chine uniquement et un 3,6 litres avec 309 ch (227 kW) et 358 N m, avec double turbocompresseur en option sur la XTS-V sportive développant 416 ch (306 kW) et 500 N m avec désactivation des cylindres. La XTS est disponible en traction avant et en traction intégrale en option (de série sur les véhicules sportive V) qui comprend un différentiel à glissement limité et une vectorisation du couple.
Différents moteurs sont proposés selon la finition et les marchés : aux États-Unis, seul le V6 3,6 L couplé à une boite automatique 6 rapports est disponible alors que le modèle chinois peut également recevoir un 2,0 L Turbo.
Le V6 de 3,6 litres de la XTS génère 304 chevaux et 358 N m de couple. L'accélération de 0 à 97 km/h en 6,7 secondes et la consommation d'essence de 11 L/100 km.
La XTS est disponible en traction sur les versions de base mais également en transmission intégrale en option ou sur les versions les mieux équipées.

### Lifting
Pour 2018, la XTS a reçu un rafraîchissement en milieu de cycle, y compris un nouveau style avant et arrière.
Galerie de photographies

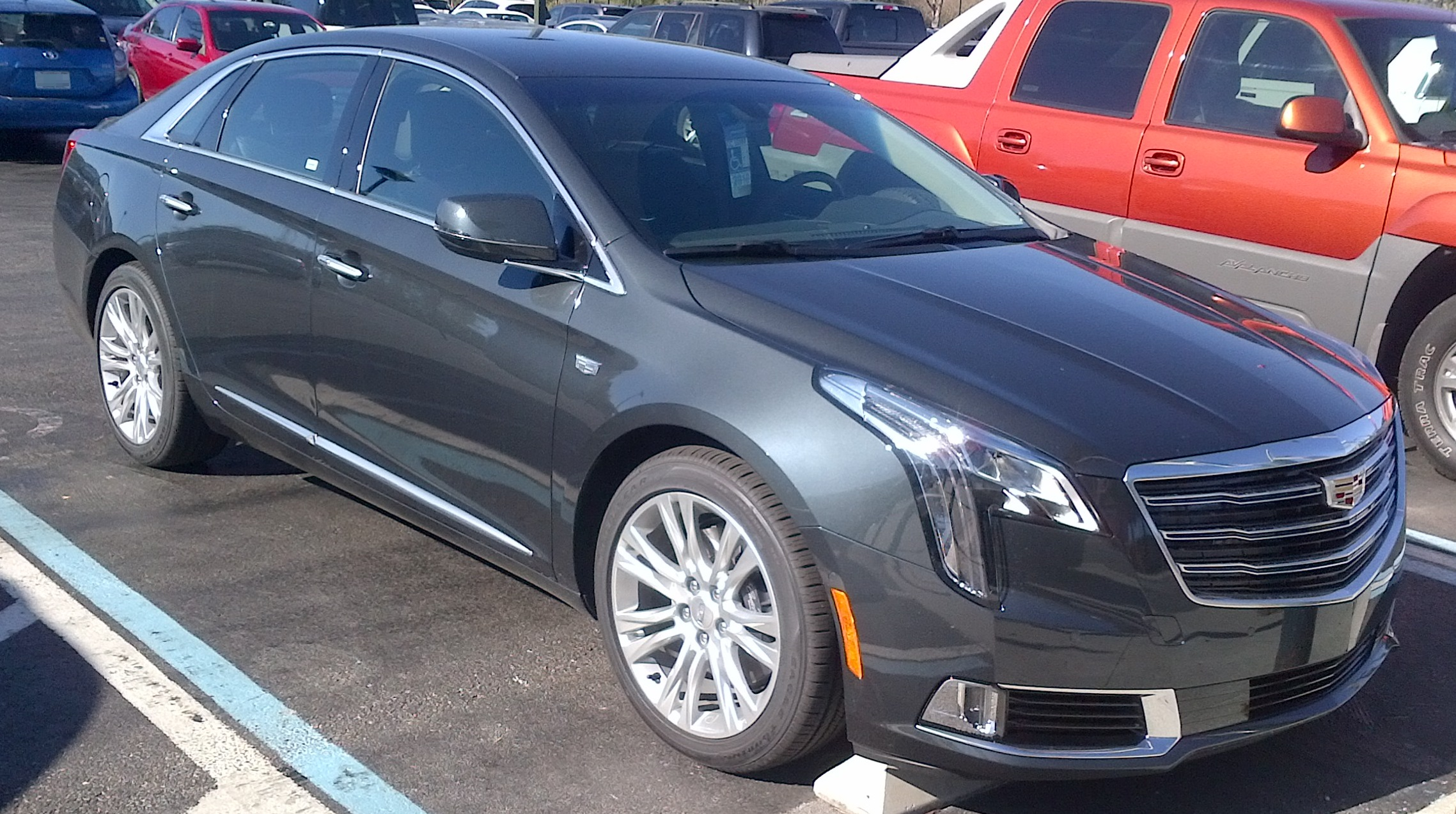
2018 Cadillac XTS.

## Autres versions
La version XTS empattement long a été annoncé au début de 2012 et mis en vente plus tard cette année.
Une version XTS à empattement long, appelée XTS-L, ainsi que des versions limousine et corbillard étaient disponibles pour les marchés des flottes et des carrossiers, mais elles ne sont plus fabriquées depuis fin 2019.

## XTS Platinum Concept
General Motors a présenté une berline concept appelée XTS Platinum au Salon international de l'auto de l'Amérique du Nord 2010 après avoir dévoilé en privé le véhicule aux journalistes automobiles le 11 août 2009. Le concept était une transmission intégrale et était propulsé par un système hybride rechargeable V6 de 3,6 L estimé à 355 ch (261 kW). Son intérieur était basé sur des matériaux coupés et cousus à la main et utilise des écrans à diode électroluminescente organique (OLED) à la place des jauges et des écrans traditionnels. Une version Platinum de la XTS de production a été mise en vente en 2013.

## Ventes
| Année civile | États-Unis | Chine  | Global |
| ------------ | ---------- | ------ | ------ |
| 2012         | 15 049     |        |        |
| 2013         | 32 559     | 14 683 |        |
| 2014         | 24 335     | 32 390 |        |
| 2015         | 23 112     | 22 285 | 48 851 |
| 2016         | 22 171     | 33 291 |        |
| 2017         | 16 275     | 41 645 |        |
| 2018         | 17 727     | 65 010 |        |